# Sergei Grigorjewitsch Wolkonski

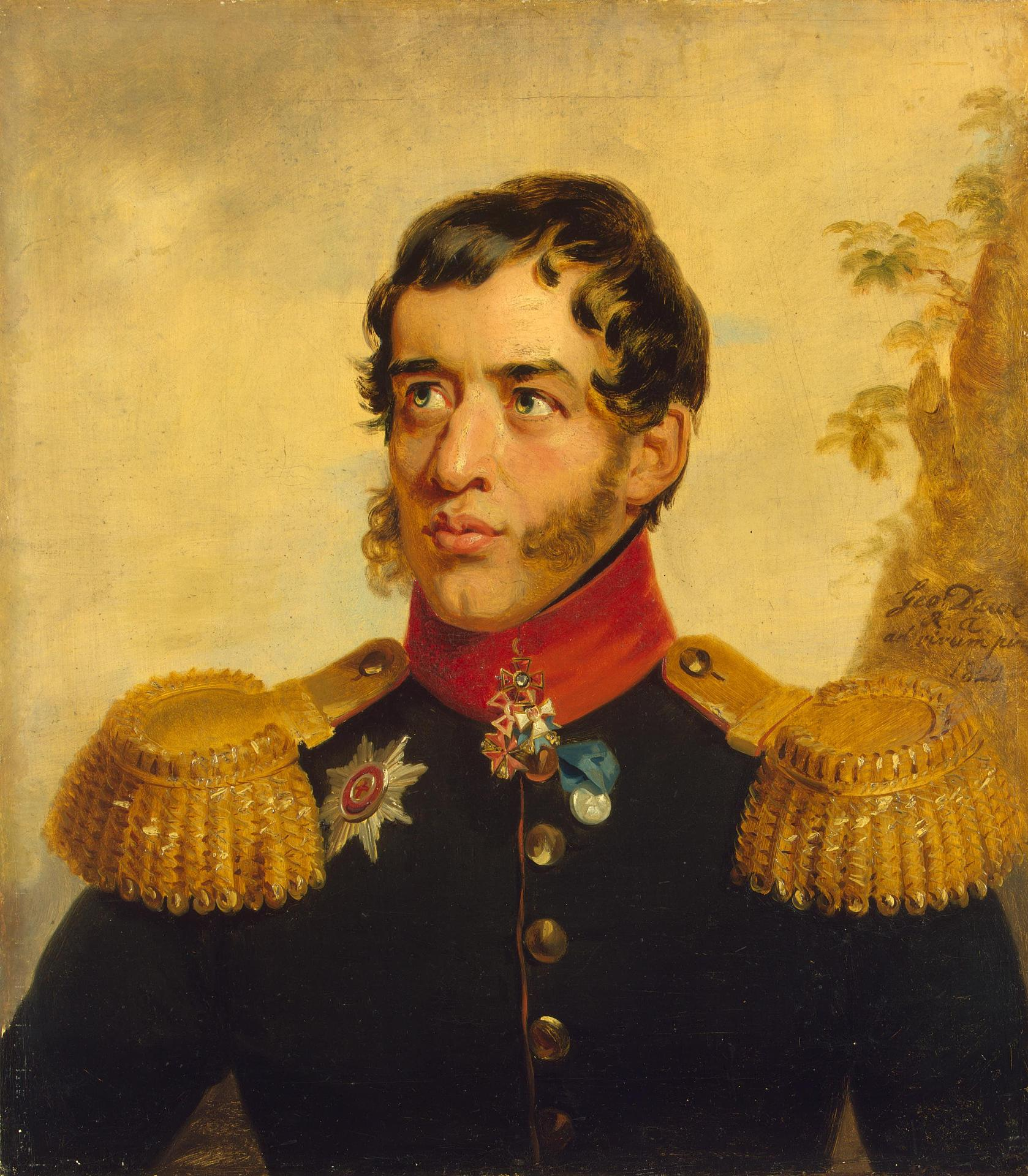
Sergei Wolkonski

Sergei Grigorjewitsch Wolkonski (russisch Сергей Григорьевич Волконский, wiss. Transliteration Sergej Grigor'evič Volkonskij, * 8. Dezemberjul. / 19. Dezember 1788greg. in Otschakow, Russisches Kaiserreich; † 28. Novemberjul. / 10. Dezember 1865greg. in Woronki, Gouvernement Tschernigow, Russisches Kaiserreich) war ein russischer Fürst und einer der aktivsten Dekabristen.

## Leben
Er war Angehöriger der rurikidischen Fürsten Wolkonski und Sohn von Fürst Grigorij Semjonowitsch Wolkonski (1742–1824) und Fürstin Alexandra Nikolajewna Repnina (1756–1834).
Im Januar 1825 heiratete er Maria Nikolajewna Rajewskaja, wurde im Dezember 1825 unter Anklage gestellt und im Juli 1826 im Zusammenhang mit dem Dekabristenprozess zu 20 Jahren Zwangsarbeit und Verbannung nach Sibirien verurteilt. Seine Frau folgte ihm freiwillig in die Verbannung. In der Verbannung wurden auch der Sohn Michail und die Tochter Jelena geboren.
Nachdem Kaiser Alexander II. seinem 1855 verstorbenen Vater Nikolaus I. auf den Thron gefolgt war, erließ er eine Amnestie, was Wolkonski die Rückkehr in die Heimat ermöglichte. Er ließ sich mit seiner Familie in Woronki im Gouvernement Tschernigow nieder, wo die Tochter Jelena den Besitzer des Dorfes, M. O. Kotschubejem (М. О. Кочубеєм) heiratete.
Dort starb Sergei Wolkonski am 28. Novemberjul. / 10. Dezember 1865greg..
Die Erinnerungen des Fürsten Sergei Grigorjewitsch Wolkonski erschienen 1907 im Gutenberg-Verlag, Hamburg.

## Tolstois Fragment
Am 27. Mai 1904 erinnert sich Lew Tolstoi an seine Begegnung mit Sergei Wolkonski um die Wende auf das Jahr 1861 in Florenz: „Mit seinen langen grauen Haaren kam er mir wie ein alttestamentlicher Prophet vor … Es war ein erstaunlicher alter Mann mit dem Flair der St. Petersburger Aristokratie, des Adels und des Hofes …“. In Tolstois Romanfragment Die Dekabristen wird in den drei ersten überlieferten Kapiteln die Ankunft Wolkonskis anno 1856 mit seiner Familie aus Sibirien in Moskau beschrieben. Freilich nannte der Verfasser den Dekabristen in seiner Niederschrift aus dem Jahr 1863 – mit der russischen Zensur im Nacken – Fürst Peter Iwanowitsch Labasow.